# Fedor Vladimirovic Buchholz
Fedor Vladimirovic Buchholz (Varsóvia, 1872 – Tartu, maio de 1924), foi um botânico polonês.